# Берардели (Ријети)
Берардели је насеље у Италији у округу Ријети, региону Лацио.
Према процени из 2011. у насељу је живело 265 становника. Насеље се налази на надморској висини од 234 м.